# 灰姑娘
《灰姑娘》（義大利語： ），又名《仙履奇缘》，或音译作《仙杜麗拉》或《仙杜瑞拉》亦稱作《辛蒂瑞拉》，是一本著名的童話。灰姑娘也是這一故事的女主角。该故事在世界各地流傳廣泛，亦擁有許多不同版本，各版本之間有時差別很大，其中以1697年《鹅妈妈的故事》和1812年《格林童話》中的版本最爲人熟知。《灰姑娘》經久不衰，至今仍在世界範圍内影響着流行文化，故事本身還不斷爲各類作品提供靈感與元素。
根據AT分類法，《灰姑娘》屬於其中的第510A類故事。

## 各地版本

### 英國版
出自《鵝媽媽的故事》。從前，有一位長得很漂亮的女孩，自從她的母親去世之後，她父親便娶了一位惡毒的繼母，繼母有兩位心地不好的繼姐。自從她的父親過世之後，她便經常受到繼母與兩位姐姐的欺負，被逼著去做粗重的工作，經常弄得全身滿是灰塵，因此被戲稱為“灰姑娘”。有一天，城裡的王子舉行舞會，邀請全城的女孩出席，但繼母與兩位姐姐卻不讓灰姑娘出席，還要她做很多工作，使她失望傷心。這時，有一位仙女出現了，幫助她搖身一變成為高貴的千金小姐，並將老鼠變成僕人，南瓜變成馬車，又變了一套漂亮的衣服和一雙水晶（玻璃）鞋給灰姑娘穿上。灰姑娘很開心，趕快前往皇宮參加舞會；仙女在她出發前提醒她，不可逗留至午夜十二點，十二點以後魔法會自動解除。灰姑娘答應了，她出席了舞會，王子一看到她便被迷住，立即邀她共舞；歡樂的時光過得很快，眼看就要午夜十二時了，灰姑娘不得已要馬上離開，在倉皇間留下了一隻水晶鞋。王子很傷心，於是派大臣至全國探訪，找出能穿上這隻水晶鞋的女孩，儘管有後母及姐姐的阻礙，大臣仍成功找到了灰姑娘。王子很開心，便向灰姑娘求婚，灰姑娘也答應了，兩人從此過著幸福快樂的日子。

### 中國版

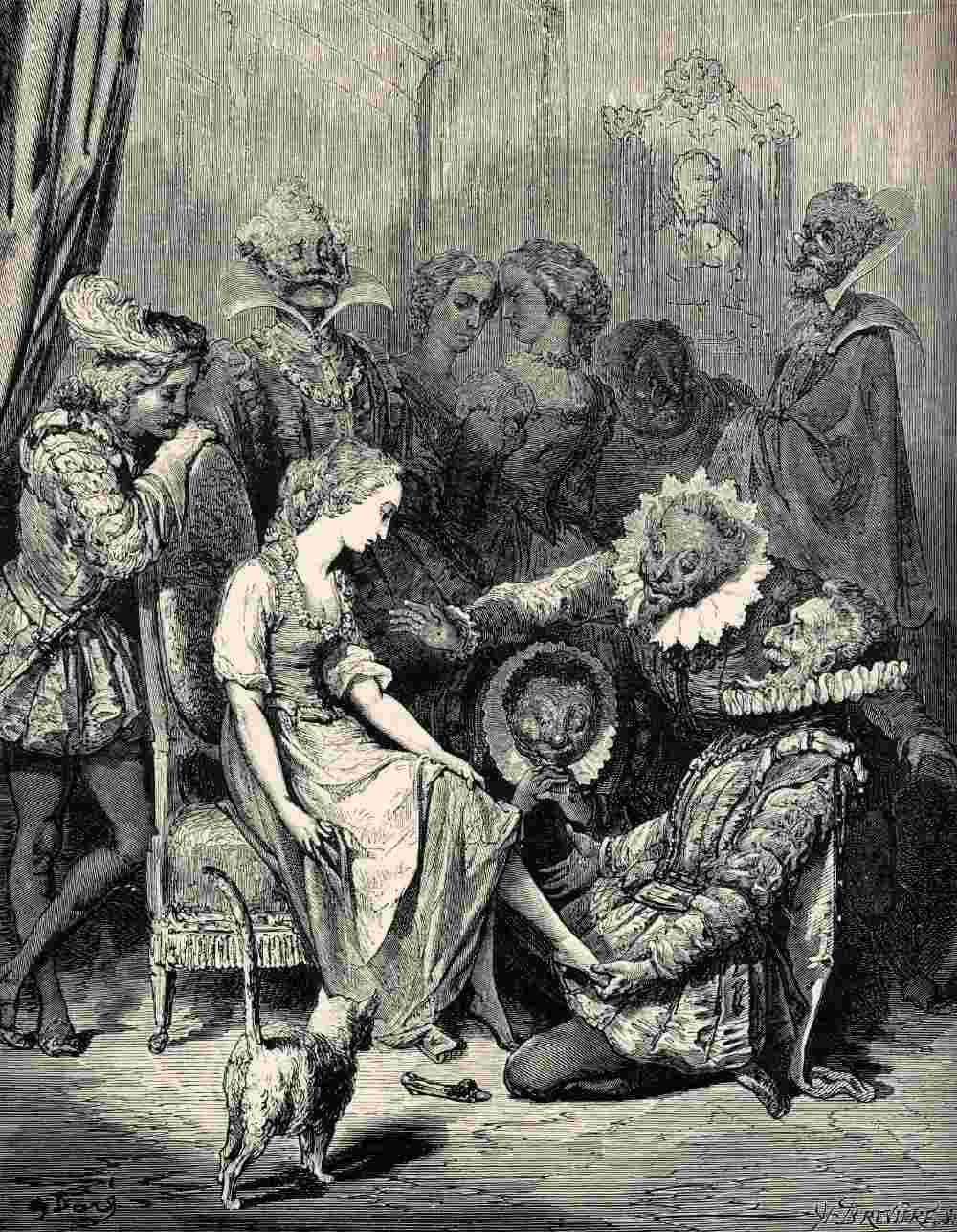
王子派出的大臣為仙杜麗拉試穿玻璃鞋的情景。古斯塔夫·多雷画作。

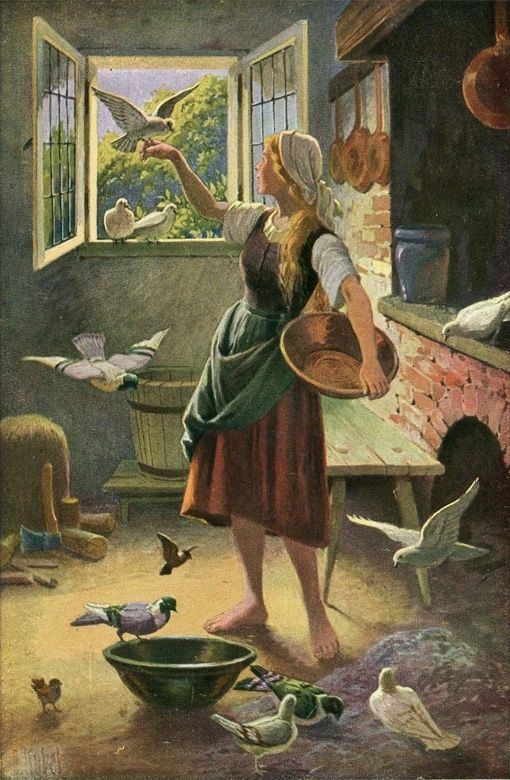
奥托-库贝尔的插图，约1930年。(Otto Kubel）

唐朝段成式（803年?－863年）在《酉陽雜俎》中写道：被後母虐待的葉限飼有一條金魚，金魚和葉限關係親密，只在葉限每次走到池邊時才浮上水面伸出頭來。後來金魚被後母所殺，葉限按天神的神示將魚骨掘起，只要向魚骨許願就一定會實現，葉限因此得以最後穿著體面的衣裳偷偷參加了某個節日盛會。當匆忙回家時，葉限落下了一隻鞋子。島國「陀汗」的國王獲得了這隻鞋子後，找出了葉限，並且娶她為妻。《葉限》有研究認為是童話故事《灰姑娘》的其中一個來源。《酉陽雜俎》於公元9世紀成書，早於夏爾·佩羅於1697年所寫的《灰姑娘》（Cendrillon ou la petite pantoufle de verre）及格林兄弟於1812年所出版《格林童話》裡的《灰姑娘》（Aschenputtel）。
杨宪益《中国的扫灰娘故事》（《译余偶拾》）：“偶检《酉阳杂俎·支诺皋》，发现一篇欧洲著名的故事，兹录于下（中略）。这篇故事显然就是西方的扫灰娘故事。段成式是九世纪人，可见这段故事至迟在九世纪或甚至在八世纪已传入中国了。篇末说述故事者为邕州人，邕州即今广西南宁，可见这段故事是由南海传入中国的。据英人柯格斯考证，这故事在欧洲和近东共有三百四十五种大同小异的传说。……据格灵姆的传说，这位‘扫灰娘’名为Aschenbr de。Aschenbr一字的意思是‘灰’，就是英文的Asches，盎格鲁萨克逊文的Aescen，梵文的Asan。最有趣的是在中文本裡，这位姑娘依然名为叶限，显然是Asches或Asan的译音。通行的英文本是由法文转译的，其中扫灰娘所穿的鞋是琉璃的，这是因为法文里是毛制的鞋（Vair），英译人误认为琉璃（Verre）之故。中文本虽说是金履，然而又说‘其轻如毛，履石无声’，大概原来还是毛製的。”

### 日本版
十世紀的日本平安時代初期的落窪物語。平安時代，有一名中納言源忠賴。源忠賴和夫人北之方間共有三男四女，而和側室某公主，亦有一花容月貌的女兒。後來某公主過世，源忠賴便將該女接回家中撫養。接回家中後，北之方忌妒此女出身高貴（公主所出）又美若天仙，強迫她住在破舊低窪的房間，並要眾人稱此女為「落窪姬」，且由於北之方的諂媚，源忠賴並沒有對落窪姬伸出援手。北之方夫人並將落窪姬當作丫鬟，強迫其打雜。而因落窪姬擅長女紅，北之方夫人便將原本由他人所做的針線活，全數交由落窪姬負責。
落窪姬身邊原有一個侍女，名為阿漕，也隨著落窪姬進入中納言家中，但北之方奴役落窪姬後，便命阿漕離開落窪姬，前往服侍自己的三女兒三之君。三之君的丈夫藏人有一隨從名為「帶刀」，阿漕和帶刀戀愛，而帶刀的母親是右近少將道賴的乳母，也因為這層關係，使得道賴得知落窪姬的遭遇。道賴少將在聽聞落窪姬的遭遇和身世後，起了愛慕之心，便送和歌給落窪姬，落窪姬起初不加理會，最後是道賴少將強同落窪姬結為夫妻並許諾將落窪姬帶離中納言家。
這件事被北之方知曉後，北之方大為反對，因為她原本打算將落窪姬嫁給自己的親戚某兵部少輔，落窪姬經過反抗後，被北之方幽禁起來，之後是道賴少將將落窪姬救出，並報復了中納言一家，最後道賴少將將落窪姬帶離，兩人結為連理。

## 起源和流行版本
現在的灰姑娘的故事原在歐洲民間廣為流傳，後來才由法國作家夏尔·佩罗和德国的格林兄弟加以採集編寫。在許多種語言包括法語、德語、義大利語、瑞典語，甚至漢語（叶限）、斯拉夫語、凱爾特語中都有不同版本的類似故事。

### 起源
灰姑娘的形象可以上溯到很早的時期。希臘歷史學家斯特拉波（《地理志》17，1.33）曾在公元前1世纪記敍了一位嫁到埃及的希臘少女洛多庇斯的故事，這被認爲是《灰姑娘》故事最早的版本。洛多庇斯當時正在溪水邊洗衣服，突然一只鷹飛過將她的鞋子攫去並讓鞋子掉在了身在孟斐斯城的法老的腳下。法老隨後要求國内所有的女子試穿這只鞋子，看看是否合腳，最後找到了洛多庇斯；法老愛上了洛多庇斯並娶她為妻。這個故事後來也見於克劳狄俄斯·埃利安（Claudius Aelianus）的（Various Historia）中。
在越南和朝鮮族都可以找到從葉限改編的故事，不過後半部份都加插了後母找到機會殺死灰姑娘，然後她變成其他動物後再成功復活，向後母家復仇的情節，例如〈阿甘和阿心〉（Tam Cam）或〈孔姬和葩姬〉。此外，中世紀的《一千零一夜》等許多作品中都有記敍類似的故事。
在歐洲，《灰姑娘》的最早版本名為《La Gatta Cenerentola》，也稱《The Hearth Cat》，見於意大利童話採集者吉姆巴地斯达·巴西耳1635年的《五日谈》一書中。該版本為後來法國作家夏尔·佩罗和格林兄弟的版本奠定了基礎。

### 今時今日的版本

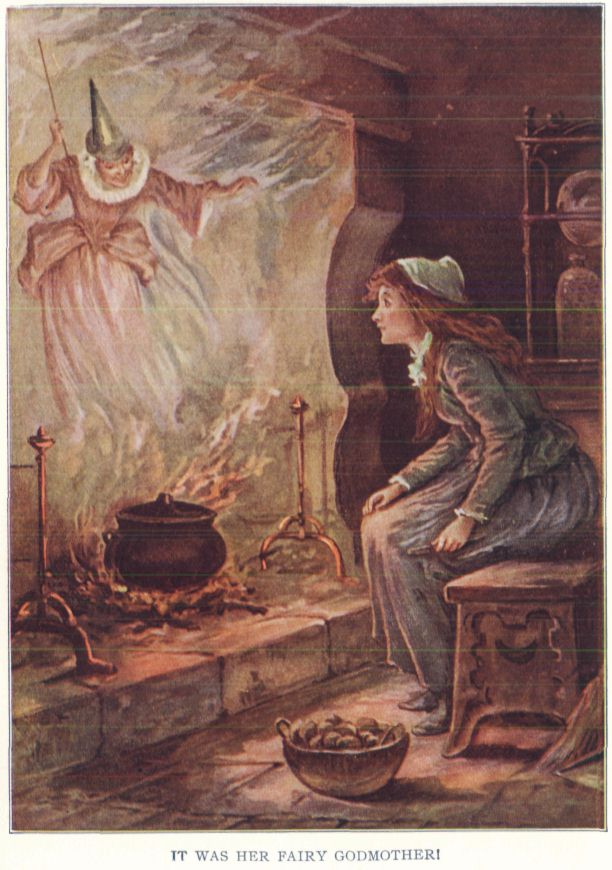
夏尔·佩罗版本中的仙女（Oliver Herford繪）

《灰姑娘》最爲流行的一個版本出自法國作家夏尔·佩罗。這個版本中新增了南瓜、仙女和水晶鞋。有人認爲，原本的灰姑娘穿的是松鼠毛皮做的鞋，只是在后来在故事口头传播的过程中被誤作是水晶做的，以致於水晶鞋的出現。
另一個著名的版本出自格林兄弟。這個版本中，幫助灰姑娘參加舞會的不是仙女而是母親坟头的小鳥。同時，兩個姐姐想要通過把腳削掉一小部分的方式讓腳穿上鞋子，以欺騙過王子。兩隻小鳥提醒了王子，在故事的最後還把兩個姐姐的眼珠啄掉。

### 共同的地方
雖然各個地區、各個作者的《灰姑娘》故事不完全相同，版本諸多，但這些故事歸納起來都有以下的幾個共同要素：
1. 受不公正對待的女主角
2. 超自然力量的幫助
3. 與男主角相遇
4. 女主角通過某物識別身份
5. 男女主角結合

## 女主角名字由来
Cendrillon是灰姑娘的法文名字，但它其實不是此人物真正的名字，而是一個外號；Cendrillon一詞由cendre和souillon這兩個法文單詞合成而來。構成Cendrillon的第一部份的“cendre”在法文中是“灰”的意思，這樣取名是因爲灰姑娘工作後躺在炭灰上休息，總是髒兮兮的；souillon是“做粗活的女僕”的意思。灰姑娘還有另外一個外號，叫Cucendron（cu是cul的意思，即中文的“屁股”；cendron跟上述的cendre的意思一樣，即“灰”），也是她俗氣的姐姐所取的；至於灰姑娘真正的名字，我們無從得知。
灰姑娘的這兩個外號皆來自於一直象徵着羞辱與苦修的灰（cendre）一詞：《聖經》、《奥德赛》與教会父老都曾使用過。
在英文版本中，灰姑娘的名字通常是Cinderella，即Cinder（“灰”）加上常見英文名字Ella組成。例如2015年上映的迪士尼真人版電影《仙履奇緣》，灰姑娘的真名就是Ella。

## 灰姑娘的鞋子

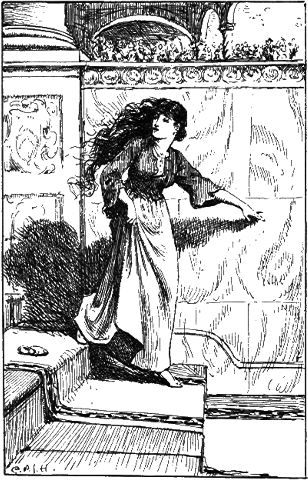
灰姑娘在倉促間留下了一隻鞋子

在各版本中，對灰姑娘最後落下的鞋子的描述不盡相同。格林兄弟的版本中，鞋子是金子做的；夏尔·佩罗的版本中，灰姑娘穿的是玻璃鞋。
玻璃鞋的說法存有一些爭議。據若干版本，當時灰姑娘的鞋其實不是verre（玻璃）的，而是vair（松鼠毛皮）做的。但兩個單詞的發音卻恰好完全相同，因此有可能是在口耳相传的过程中vair被误当成了verre，并最终导致了1697年夏尔·佩罗的版本中「la pantoufle de verre」（玻璃鞋）的出现。
但玻璃鞋這一說法似乎也有其道理，因為蘇格蘭、加泰罗尼亚與愛爾蘭島的舊俗中常常有玻璃或晶體鞋子製成。奥诺雷·德·巴尔扎克與埃米尔·利特雷曾經建议採用松鼠毛皮vair的寫法而非玻璃verre，但没有得到一致的认可，因為從來都沒有人使用松鼠毛皮製作鞋子，況且穿松鼠毛皮的鞋去參加舞會並不妥當。在十七世紀，夏尔·佩罗的時代，對一般人而言，玻璃是個很少見和珍貴的物質。況且，若要穿玻璃鞋子的話，鞋子的大小必定要與腳完全符合，更顯見其特殊性。

## 其他題材
灰姑娘的故事多次被改編進歌劇、芭蕾舞、音樂劇及電影等不同體裁的作品中。單就電影而言，數十年間就有上百部情节参考或直接改編自《灰姑娘》故事的電影問世。幾乎每一年都有至少一部這樣的影片誕生和發行，使得《灰姑娘》成爲擁有改編影片最多的文學作品之一。
華特迪士尼公司先後以《仙履奇緣》之译名分別推出動畫電影《仙履奇緣》、《仙履奇緣2：美夢成真》、《仙履奇緣3：時間魔法》以及真人版電影《仙履奇緣》。《灰姑娘》更於美國五十年代被改編為百老匯音樂劇，成為百老匯音樂劇歷史上影響最廣、老幼咸宜的音樂劇，其後21世紀，更於亞洲巡演七個月。
1998年由安迪·坦纳特（Andy Tennant）導演的《情话童真》（Ever After），則刪除以往灰姑娘故事中，過度夢幻童話及女性全然美貌取向等部分，重新詮釋並賦予飾演的灰姑娘女性意識及解決問題、自主成分。

## 心理学中的灰姑娘

### 灰姑娘的精神分析批评
总的来说，由于在光天化日之下表现出他的品质，这个故事建立了一个以前被拒绝的孩子获得父亲认可的机会。这本身就是一个非常平淡无奇的故事，讲述的是孩子们为了父母的喜好而相互竞争，试图超越彼此。父亲认可的是善；这就是使它成为一个道德故事的原因。
从更具体的性化角度，并在精神分析批评的框架内，我们可以认为这个故事呈现了两个基本的女性形象，同时试图调和它们：女性理想，升华，在晚上吸引所有人的目光；以及午夜后单纯、狂野、凶悍的女人形象。因此，通过男性的注视，女人精致的形象慢慢显露出来；根据这个形象，女人逃离了落在她身上的男性欲望，当这个男人似乎“用他的目光脱掉她的衣服”时，或者把她放在她最简单的装置中。古斯塔夫·多雷为查尔斯·佩罗（Charles Perrault）的故事创作的版画在舞会场景中很好地展示了这点：在场男士热切的目光，年轻灰姑娘的害羞。
因此，精神分析学家布鲁诺·贝特尔海姆就著名的“玻璃鞋”这个争论不休的主题给出了他的观点：“为了使测试具有说服力（试穿鞋子），它必须是一种不会伸縮的鞋子，否则它可能适合其他年轻女孩，例如继姐妹。佩罗选择水晶鞋，应该不是偶然吧……一个可以让身体的一部分滑进去紧紧夹住的小容器，可以说是阴道的象征。如果它是由易碎的材料制成的，如果用力就会破裂，您会立即想到处女膜；和一个很容易在舞会结束时丢失的物体（...）可以作为一个足够公平的童贞形象”。鞋子在传统社会的象征意义证实了这一点：脱掉鞋子等于把自己交给男人。早在精神分析之前，德·普朗西 （Jacques Collin de Plancy）就在1826年写道：可以肯定的是，这个故事中有很多寓言寓意。但是他告诉孩子们有继母；孩子们总是很快就会知道这一点”。
一般来说，鞋子是与“理想情侣”相关的象征：找到一双合适的鞋子的表达就是证明，许多迷信习俗都与之相关（在比利牛斯山脉中部，年轻女孩来把脚放在脚印上圣阿文丁德拉博斯特寻找丈夫）。

## 外部連結
- Disney Princess Cinderella
- 灰姑娘 - 文學視界——格林童話 （页面存档备份，存于）
- 中国版灰姑娘 （页面存档备份，存于）